# باشگاه فوتبال پلیس نپال
باشگاه فوتبال پلیس نپال (که سابقا با نام پلیس ماهندرا شناخته می‌شد) یک باشگاه چند ورزشی نپالی است این تیم که در سال ۱۹۵۲ تاسیس شده است در لیگ دسته اول نپال قرار دارد. این تیم در جام پرزیدنت آسیا ۲۰۰۷ به مقام نایب قهرمانی رسیده است.